# Антоні Залеський (письменник)
Антоній Залеський (пол. Antoni Zaleski, псевдонім Баронеса XYZ; 2 травня 1858, Стодульці, Поділля — 9 серпня 1895, Варшава) — польський письменник і публіцист .

## Життєпис
Був сином поміщика на Поділлі.
Закінчив реальну гімназію в Кракові. Навчався в Чеському технічному університеті в Празі , звідки писав «Листи з Праги» для Gazeta Polska. Після переїзду до Варшави в 1879 році він став співробітником цієї щоденної газети. У 1882 році він став співзасновником і видавцем " Slawo ". Також співпрацював з Czas і Echo.
Був автором відомого двотомника Towarzystwo Warszawskie, виданого під псевдонімом. Листи до подруги, автор Баронеса XYZ (1886—1887, спочатку надруковані в епізодах у краківському Czas), у яких він представив образ суспільної та літературної еліти міста. Російська цензура не змогла встановити автора.
Він був автором етюдів «З подорожі на Схід», в яких він супроводжував Генрика Сенкевича (1887), і роману «Пан Радца» (1891, разом з Влодзімєжем Загорським).
Похований у катакомбах на Повонзківський цвинтар у Варшаві.

## Сім'я
У 1887 році одружився із Зофією Шидловською. Мав сина і дочку.